# Prasinocyma arabica
Prasinocyma arabica là một loài bướm đêm trong họ Geometridae.